# Alexandru Cârdan
Alexandru Cârdan (n. 1874, Rodna – d. 1920, Rodna) a fost un deputat în Marea Adunare Națională de la Alba Iulia, organismul legislativ reprezentativ al „tuturor românilor din Transilvania, Banat și Țara Ungurească”, cel care a adoptat hotărârea privind Unirea Transilvaniei cu România, la 1 decembrie 1918.:p. 77

## Biografie
Alexandru Cârdan a fost agricultor și meseriaș iar ulterior președinte al organizației P.S.D. Rodna.:p. 118

## Activitatea politică

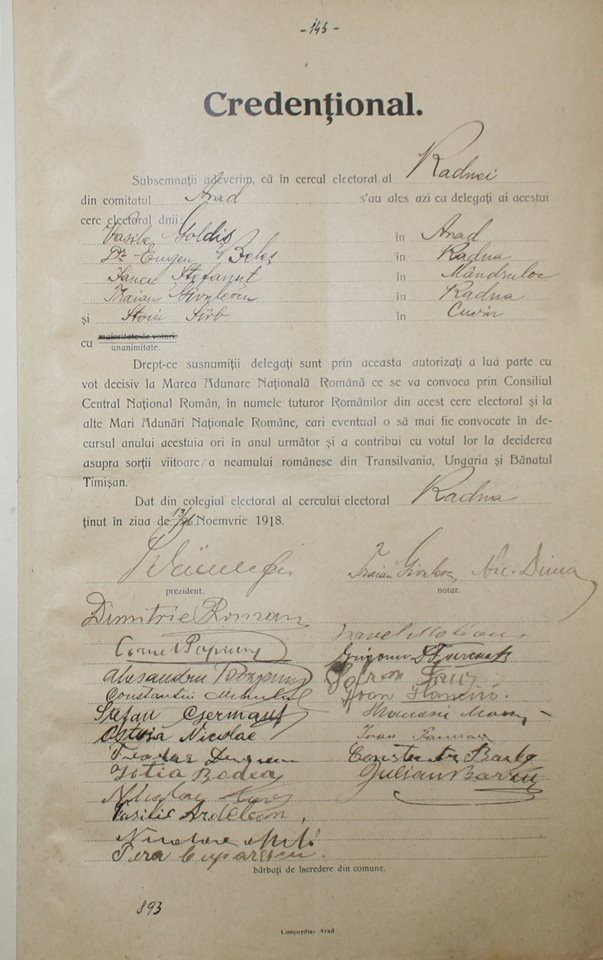
Credențional

Ca deputat în Adunarea Națională din 1 decembrie 1918 a reprezentat, ca delegat de drept,  Secția română a P.S.D. din Rodna.:p. 118